# Тримайся ближче
«Тримайся ближче» (англ. Stay Close) — це британський інтернет-серіал 2021 року від Netflix у жанрі криміналу, трилеру, створений компанією Red Production Company. В головних ролях — Каш Джамбо, Джеймс Несбіт, Річард Армітедж, Сара Періш, Едді Іззард, Джо Джойнер, Юссеф Керкур, Даніель Френсіс.
Перший сезон вийшов 31 грудня 2021 року.
Серіал має 1 сезон. Завершився 8-м епізодом, який вийшов в ефір 31 грудня 2021 року.
Режисер серіалу — Даніель О'хара.
Сценарист серіалу — Гарлан Кобен.
Серіал заснований на однойменному романі Гарлана Кобена 2012 року.

## Сюжет
Карлтон Флінн зникає через 17 років після зникнення Стюарта Гріна. Це запускає ланцюжок подій у життях людей, пов'язаних з обома чоловіками.

## Актори та ролі
| Актор                 | Роль                              |
| --------------------- | --------------------------------- |
| Каш Джамбо            | Меган Пірс-Шоу / Кессі Морріс     |
| Джеймс Несбіт         | детектив Майкл Брум               |
| Річард Армітедж       | Рей Левін                         |
| Сара Періш            | Лорейн Гріггс                     |
| Едді Іззард           | Гаррі Саттон                      |
| Джо Джойнер           | Ерін Картрайт                     |
| Юссеф Керкур          | Фестер                            |
| Даніель Френсіс       | Дейв Шоу                          |
| Діллон Френсіс        | Джордан Шоу                       |
| Талула Бірн           | Лаура Шоу                         |
| Анді Ошо              | Сімона                            |
| Бетані Антонія        | Кейлі Шоу                         |
| Рейчел Ендрю          | Беа                               |
| Поппі Гілберт         | Барбі                             |
| Хьої О'грейді         | Кен                               |
| Джек Шаллу            | Брайан Голдберг                   |
| Філіп Гаскойн         | головний інспектор Гарі Блейкфілд |
| Белінда Стюарт-Вілсон | Сара Грін                         |

## Сезони
| Сезон | Епізоди | Епізоди | Оригінальний показ | Оригінальний показ | Оригінальний показ |
| Сезон | Епізоди | Епізоди | Перший показ       | Останній показ     | Мережа             |
| ----- | ------- | ------- | ------------------ | ------------------ | ------------------ |
| 1     | 8       | 8       | 31 грудня 2021     | 31 грудня 2021     | Netflix            |

## Список серій

### Сезон 1 (2021)
| № | # | Назва                  | Режисер        | Сценарист                        | Перший ефір у США |
| --- | - | ---------------------- | -------------- | -------------------------------- | ----------------- |
| 1 | 1 | «Епізод 1» «Episode 1» | Даніель О'хара | Денні Броклхерст                 | 31 грудня 2021    |
| Весілля Меган Пірс наближається, але її турбує відвідувачка з минулого. Детектив Майк Брум дізнається про нове зникнення, що нагадує стару справу.         |   |                        |                |                                  |                   |
| 2 | 2 | «Епізод 2» «Episode 2» | Даніель О'хара | Мік Форд                         | 31 грудня 2021    |
| Меган хоче дізнатися правду про Стюарта і звертається за допомогою до старого друга. Зникає більше людей, і Брум підозрює, що між зникненнями є зв’язок.   |   |                        |                |                                  |                   |
| 3 | 3 | «Епізод 3» «Episode 3» | Даніель О'хара | Мік Форд                         | 31 грудня 2021    |
| Меган турбують розповіді матері Дейва про непроханого гостя. Рей і Кейлі згадують ніч, коли зникли Карлтон та інші.                                        |   |                        |                |                                  |                   |
| 4 | 4 | «Епізод 4» «Episode 4» | Лінді Гейманн  | Шарлотта Кобен                   | 31 грудня 2021    |
| Гаррі влаштовує зустріч для Меган. Брум вирішує зробити великий крок в особистому житті. Рей на допиті в поліції намагається зібрати воєдино свої спогади. |   |                        |                |                                  |                   |
| 5 | 5 | «Епізод 5» «Episode 5» | Лінді Гейманн  | Вікторія Асаре Арчер             | 31 грудня 2021    |
| Зустріч Меган із Реєм раптово переривається. Брум та Ерін вивчають незвичайний хід одного зі зникнень, що приводить їх до давньої складної справи.         |   |                        |                |                                  |                   |
| 6 | 6 | «Епізод 6» «Episode 6» | Лінді Гейманн  | Денні Броклхерст, Шарлотта Кобен | 31 грудня 2021    |
| Парубоцька вечірка Дейва стає напруженою через появу непроханого гостя. Кен і Барбі беруться за родину Меган. Лоррейн оплакує втрату друга.                |   |                        |                |                                  |                   |
| 7 | 7 | «Епізод 7» «Episode 7» | Лінді Гейманн  | Вікторія Асаре Арчер             | 31 грудня 2021    |
| Брум та Ерін намагаються з’ясувати, хто з поліцейських зливає інформацію. Меган розповідає Дейву правду. Дел Флінн розуміє, що не контролює Кена й Барбі.  |   |                        |                |                                  |                   |
| 8 | 8 | «Епізод 8» «Episode 8» | Даніель О'хара | Денні Броклхерст                 | 31 грудня 2021    |
| Після шокуючого відкриття справа стає для Брума особистою. Меган і Рей нарешті з’ясовують, що сталося однієї фатальної ночі в минулому.                    |   |                        |                |                                  |                   |